# أبرام دوسوان

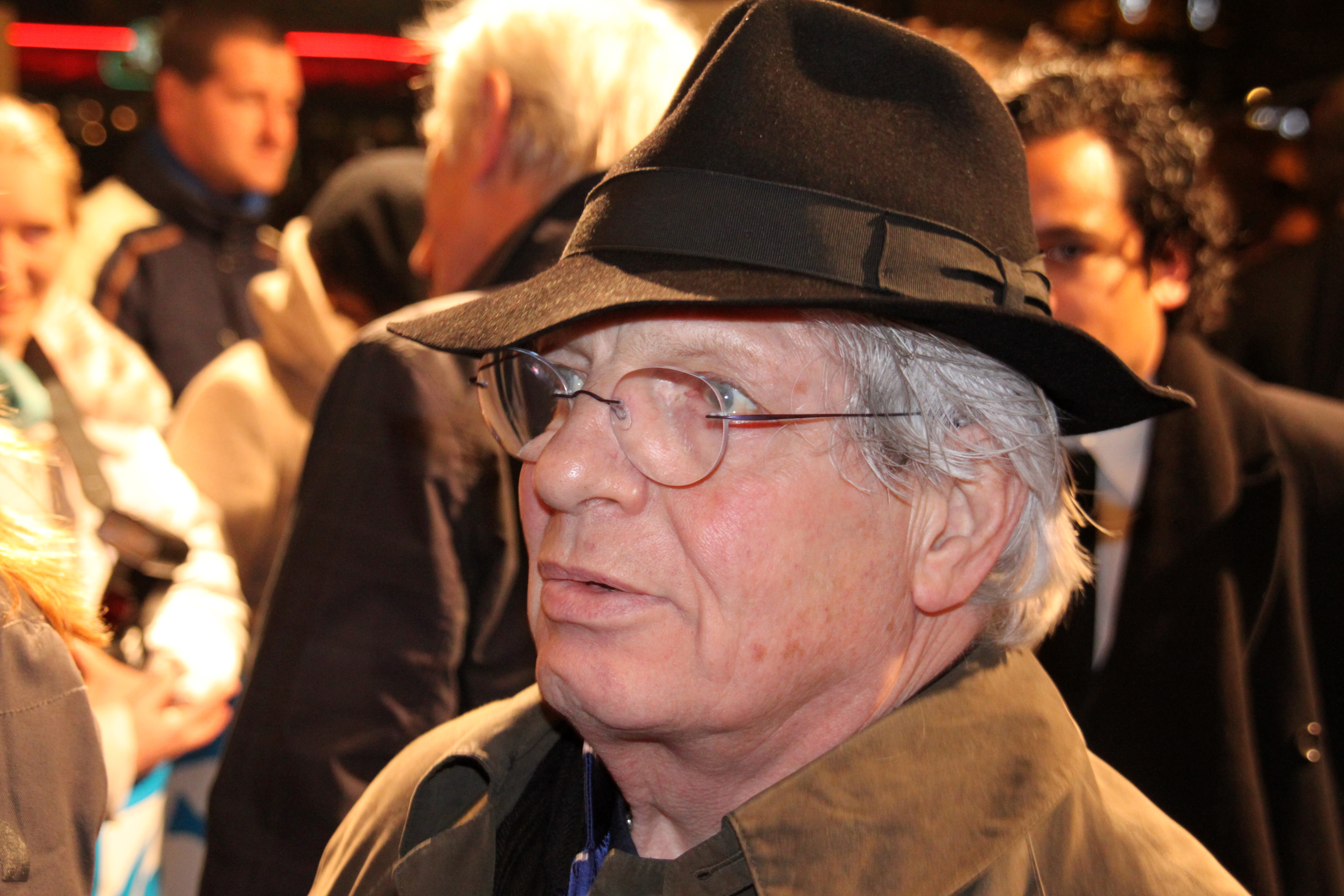
أبرام دوسوان

أبرام دوسوان (بالهولندية: Abram de Swaan)‏ من مواليد 8 يناير 1942 بأمستردام، هو عالم اجتماع هولندي وأستاذ فخري بجامعة أمستردام.
فاز سنة 2008 بجائزة P. C. Hooft Award الأدبية.
سنة 1996 أصبح عضوا في الأكاديمية الملكية الهولندية للفنون والعلوم
وله العديد من البحوث والدرسات المنشورة في مجال الدراسات الدولية والأوربية واللغوية، ومن بين مؤلفاته :
- في ظل الاهتمام بالدولة: العناية الصحية والتعليم والرخاء في أوروبا وأمريكا في العصر الحديث
- مدخل إلى المجتمعات البشرية
- الاقتصاديات المصغرة المتبادلة
- مكانة اللغة الإنجليزية في العلوم الاجتماعية
- كلمات العالم..منظومة اللغات الكونية (وقد ترجمه د.صديق محمد جوهر)[5]

## وصلات خارجية
- أبرام دوسوان على موقع ديسكوغز (الإنجليزية)

الموقع الرسمي